# راز دشت تاران
راز دشت تاران فیلمی به کارگردانی محمد لطفعلی، هاتف علیمردانی و نویسندگی هاتف علیمردانی،محمد لطفعلی محصول سال ۱۳۸۸ است. همچنین این فیلم تنها همکاری ترانه علیدوستی با شفیعی جم می باشد . 

## بازیگران
- ترانه علیدوستی
- رضا شفیعی‌جم
- ارژنگ امیرفضلی
- شهرزاد کمال‌زاده
- آرمین عظیمی
- کسری جانزاده
- حنانه محمدی
- علی جاویدفر
- ایمان حضرتی
- سارا روستاپور